# Mykola Tolmachev
Mykola Tolmachev, né en 1993 à Brovary en Ukraine, est un aquarelliste ukrainien.

## Biographie

### Jeunesse et formation
Mykola Tolmachev grandit dans sa ville natale de Brovary, située à une vingtaine de kilomètres de Kiev.
Il fait une école de dessin en Ukraine puis étudie dans une école d’art spécialisée en graphisme, la Graduate School of Fine Arts en Ukraine. Il est lauréat en 2013 du concours de la Fondation UART pour la promotion de jeunes artistes ukrainiens inconnus du grand public et il obtient ainsi une bourse qui lui permet de suivre une formation artistique à Paris en 2014 à l'École nationale supérieure des beaux-arts de Paris (ENSBA).
Il rentre en Ukraine, d'abord à Lviv, puis à Kiev.

### Carrière
Il réalise en 2005 les illustrations d'un recueil de poésie de l'auteur ukrainien Taras Chevtchenko,. En mars 2014, ses œuvres de Mykola Tolmachev sont exposées à l'Art Paris Art Fair. En 2020, il illustre la couverture de Islands in the Stream de Ernest Hemingway, pour The Old Lion Publishing House (Lviv, Ukraine). Puis en 2022, son œuvre Luxure (2017) fait la couverture de l'ouvrage du chanteur allemand Drangsal Gruber, Doch: Ein literarisches Debüt zwischen Fakt und Fiktion. Dans ses aquarelles, Mykola Tolmachev parle, entre autres, « de beauté, de perfection, d'idéal, de pureté des visages et des corps ». 
Depuis 2014, Mykola Tolmachev manifeste son inquiétude pour la liberté de son pays.